# Dagen dat ik je vergeet
Dagen dat ik je vergeet is een nummer van de Nederlandse popgroep Kadanz. Het is afkomstig van het derde studioalbum Blik op oneindig uit 1989. In mei dat jaar werd het nummer uitgebracht als de eerste single van het album.

## Achtergrond
Dagen dat ik je vergeet is geschreven door zanger en toetsenist Frans Bakker en Herman Schulte en geproduceerd door Rob van Donselaar en Frans Hendrix. Het is een nederpoplied waarin de liedverteller zingt over een ex-geliefde. Deze probeert hij te vergeten, maar komt soms terug in zijn gedachten. Het uitbrengen van de single betekende voor Kadanz een comeback na een stilte van vier jaar. De B-kant van de single is Voor altijd, eveneens door Bakker en Schulte geschreven en als zevende track op hetzelfde album te vinden.

## Hitnoteringen
De popgroep had in Nederland een bescheiden succes met de plaat. Eind mei 1989 werd de plaat regelmatig gedraaid op Radio 2 en Radio 3 en werd een radiohit in de destijds twee landelijke hitlijsten op de nationale publieke popzender Radio 3. In de Nationale Hitparade Top 100 piekte de plaat op een 23e positie en stond dertien weken in deze publieke hitlijst genoteerd. In de zeven weken dat de plaat in de Nederlandse Top 40 stond genoteerd, werd de 24e positie behaald.
In België (Vlaanderen) behaalde de plaat géén notering in zowel de voorloper van de Vlaamse Ultratop 50 als de Vlaamse Radio 2 Top 30.

### NPO Radio 2 Top 2000
| Nummer met noteringen in de NPO Radio 2 Top 2000 | '00  | '01-'03 | '04  |
| ------------------------------------------------ | ---- | ------- | ---- |
| Dagen dat ik je vergeet                          | 1165 | -       | 1843 |

1. ↑  Een '-' betekent dat het nummer niet was genoteerd en een vetgedrukt getal geeft de hoogste notering aan.
2. ↑  2000 was het eerste jaar met een notering voor dit nummer.
3. ↑  Deze tabel is bijgewerkt tot en met de laatste editie (2024).